# Pristimantis xeniolum
Pristimantis xeniolum es una especie de anfibio anuro de la familia Craugastoridae.

## Distribución
Esta especie es endémica del departamento de Valle del Cauca en Colombia. Habita en el municipio de Riofrío entre los 3300 y 3600 m sobre el nivel del mar en el páramo del Duende de Cerro Calima en la Cordillera Occidental.

## Publicación original
- Lynch, 2001 : A small amphibian fauna from a previously unexplored Paramo of the Cordillera Occidental in western Colombia. Journal of Herpetology, vol. 35, n.º 2, p. 226-231.[5]